# 1648
1648 (MDCXLVIII) fue un año bisiesto comenzado en miércoles, según el calendario gregoriano.

## Acontecimientos
- 14 de junio: en el condado de Hartford se registra una gran tempestad que derriba casi todos los bosques de la zona pero no deja víctimas.
- Finaliza la guerra de los 30 años, se pacta la paz de Westfalia mediante el Tratado de Osnabrück del 24 de octubre , el cual reconoce la independencia y neutralidad de Suiza.
- El 24 de octubre Países Bajos se independiza del Imperio español mediante la firma del tratado de Münster en el marco de la paz de Westfalia que pone fin a la guerra de los 80 años.[1]
- En Francia comienzan las rebeliones de la Fronda.
- En el Imperio Otomano, Kösem Sultan se declara regente oficial del Imperio por segunda vez de manera oficial, tras presentar a su nieto menor Mehmed IV como sultán del Imperio.

## Arte y literatura
- Se publica Agudeza y arte de ingenio, de Baltasar Gracián.

## Nacimientos
- 5 de abril: Marcantonio Franceschini, pintor italiano (f. 1729).
- 9 de agosto: Johann Michael Bach, organista y compositor alemán (f. 1694).
- 7 de diciembre: Giovanni Ceva, matemático italiano (f. 1734).

## Fallecimientos
- 28 de febrero:Cristian IV de Dinamarca
- 23 de enero: Francisco de Rojas Zorrilla, dramaturgo español (n. 1607).
- 12 de marzo: Tirso de Molina, poeta español.
- 12 de agosto: Ibrahim I, sultán del Imperio otomano (n. 1615).
- 24 de agosto: Diego de Saavedra Fajardo, escritor, político y diplomático español (n. 1584).
- 24 de agosto: António Filipe Camarão, Indígena Brasileño. (n. 1580).
- 25 de agosto: José de Calasanz, sacerdote español, fundador de los Escolapios (n. 1557).
- 15 de octubre: Simone Cantarini, pintor italiano (n. 1612).